# Ronnie Moore
Ronald David Moore, plus connu sous le nom de Ronnie Moore (né le 29 janvier 1953 à Liverpool dans le Merseyside), est un joueur de football anglais qui évoluait au poste d'attaquant, avant de devenir ensuite entraîneur.
Son fils, Ian Thomas-Moore, était également footballeur.

## Biographie

### Carrière d'entraîneur
Il entraîne le club de Rotherham United pendant dix saisons.

## Palmarès

### Palmarès de joueur
| Rotherham United - Championnat d'Angleterre D3 (1) : - Champion : 1980-81. - Championnat d'Angleterre D2 : - Meilleur buteur : 1981-82 (22 buts). |  | Tranmere Rovers - Championnat d'Angleterre D3 (1) : - Champion : 1988-89. |

### Palmarès d'entraîneur
Rotherham United
- Championnat d'Angleterre D3 :
  - Vice-champion : 2000-01.

- Championnat d'Angleterre D4 :
  - Vice-champion : 1999-00.